# 聖尼古拉斯區 (羅德里格斯德門多薩省)
6°19′59″S 77°24′00″W / 6.33306°S 77.40000°W
聖尼古拉斯區（西班牙語：Distrito de San Nicolás），是秘魯的一個區，位於該國北部亞馬遜大區的羅德里格斯德門多薩省，始建於1875年2月5日，面積206平方公里，海拔高度1,575米，2005年人口4,862，人口密度每平方公里24人。